# L'Escarène
L'Escarène (in occitano l'Escarea; in italiano la Scarena, ormai desueto, o più modernamente l'Escarena) è un comune francese di 2 401 abitanti situato nel dipartimento delle Alpi Marittime della regione della Provenza-Alpi-Costa Azzurra.
In francese, la località è talvolta ortografata e chiamata semplicemente Escarène, senz'articolo. I suoi abitanti sono detti Escarénois in francese, escareascs in occitano e scarenaschi in italiano.

## Geografia fisica

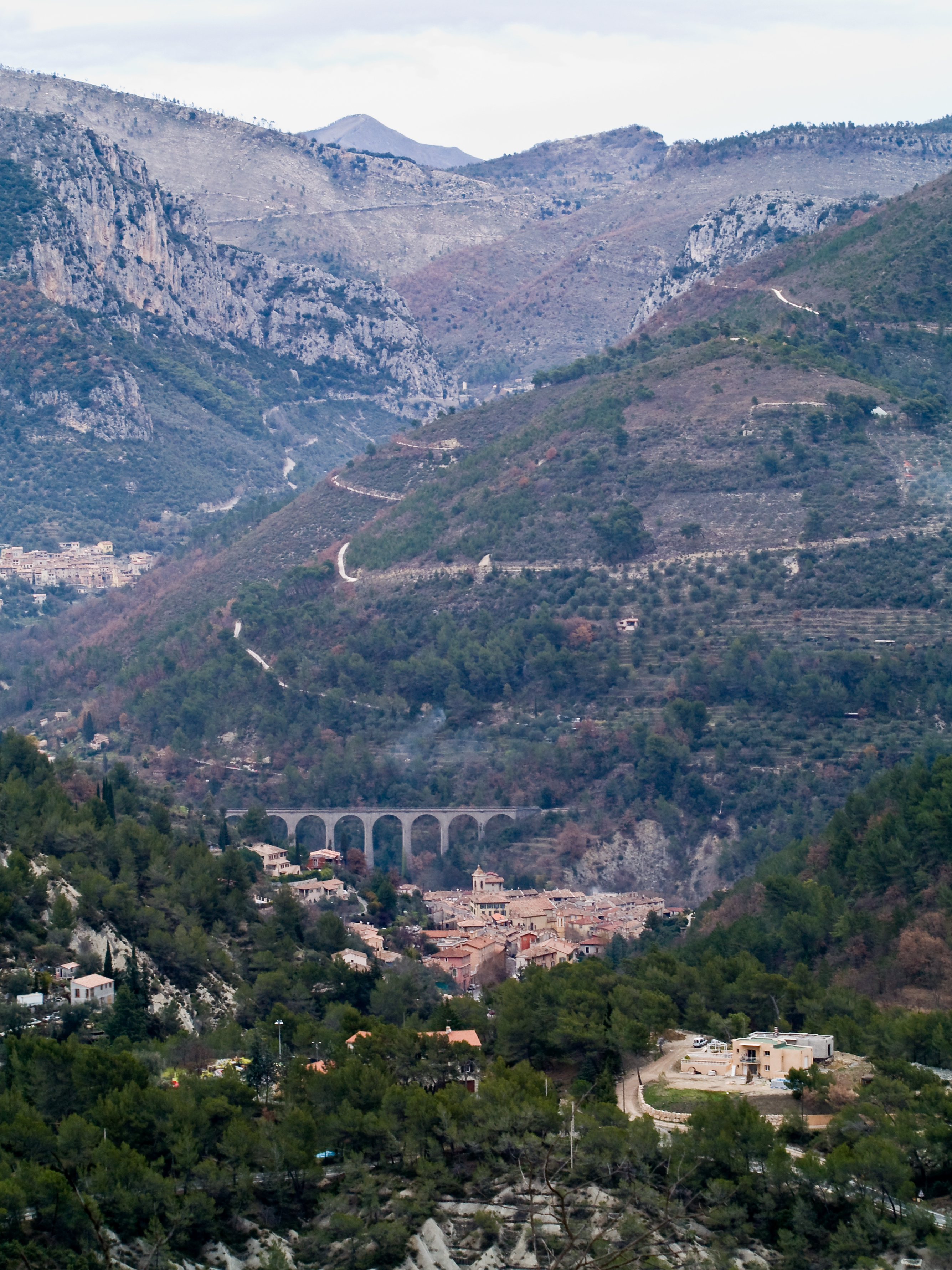
L'Escarène vista dall'alto in lontananza, con i suoi dintorni montuosi alle spalle

### Localizzazione
L'Escarena è attraversato dal Paglione che qui riceve in sinistra il Redebraus. Il villaggio è situato a 21 km a nord-est di Nizza.
Più della metà del suo territorio comunale è formato da foreste di pini e di querce, con sentieri muniti di segnalazioni per facilitare passeggiate, gite ed escursioni.

## Etimologia
Una prima spiegazione dell'etimologia del toponimo potrebbe venire da quanto mostra la casa più antica conosciuta del villaggio, la maiùn de Pié, a Safranier, che aveva la particolarità, prima della sua trasformazione, di non avere né porte né finestre, per cui il proprietario vi doveva entrare passando dal tetto per mezzo d'una scala, la quale era chiamata localmente «escàra» o «escarétta, termini equivalenti in italiano rispettivamente a "scala e "scaletta"».
Un'altra spiegazione, non accreditata ed altrettanto poco probabile, indica che il nome verrebbe dal termine pseudo-latino di «escarena», che significa «confluente di due corsi d'acqua». L'Escarène è infatti alla confluenza di tre ruscelli.
In lingua occitana e nizzarda, secondo il canonico Giorgio Castellana, la forma locale L'Escarea conosce anche la variante L'Escarena impiegata a Nizza. Gli abitanti sono chiamati in lingua occitana ed in dialetto nizzardo lu Escare(n)ascs, secondo la norma classica, o lu Escare(n)asc secondo la norma mistraliana. A Scarena è il nome nel dialetto intemelio, mentre Scarena è il nome italiano del comune, denominazione ufficiale del paese tra il 1814 ed il 1860 nel regno di Sardegna, o più modernamente sul calco linguistico francese e soprattutto nizzardo L'Escarena.

## Storia
Il territorio ha fatto da sempre parte della Liguria sotto l'Impero Romano, nel Regno longobardo e nel Regnum Italiae formatosi con Carlo Magno.
Il villaggio è citato nell'XI secolo e nel 1037 esiste una chiesa di San Pietro a L'Escarena. Il feudo di Lescarena o Scarena apparteneva all'abbazia di San Ponzio di Nizza.
Un castello vi è stato costruito nella prima metà del XIII secolo, ma viene citato già come distrutto nel 1252.
Le prime case sono state costruite alla fine del XIII secolo. La più antica casa conosciuta è la maiùn de Pié, a Safranier. Senza porta né finestre, vi si doveva entrare dal tetto per mezzo di una scala.
Il 28 settembre 1388, come tutta la contea di Nizza, il paese di Scarena o Lescarena fa atto di dedizione, unitamente al comune di Peglia cui allora apparteneva, alla Casa Savoia, nelle mani del Conte Amedeo VII di Savoia. Nel 1520 il villaggio s'è distaccato dal comune di Peglia, con il riconoscimento amministrativo da parte del ducato di Savoia. La signoria fondiaria del comune è appartenuta ad una famiglia di consoli di Nizza, i Tonduti, che hanno avuto il titolo di conti di Scarena. Il villaggio, sino al 1570, s'è sviluppato sui pendii del monte Pifourchier.
Lo sviluppo della via del sale tra Nizza ed il Piemonte attraverso Scarena, Lucerame, Lantosca e la valle del Vesubia, farà del borgo una tappa. La costruzione della strada reale Nizza-Torino, attraverso il colle di Tenda, accrescerà l'importanza della cittadina come "sosta stradale".
Durante la Rivoluzione francese Scarena fu sede di un tribunale militare che giudicava i barbet.
Il comune de L'Éscarène ha seguito le vicende storiche della Contea di Nizza a partire dal 1388, anno di dedizione di Nizza alla Savoia, fino al 1860, per essere poi annesso nel 1860 alla Francia, dopo referendum nell'aprile del 1860, secondo le clausole del Trattato di Torino fra Vittorio Emanuele II, re di Sardegna e Piemonte e Napoleone III, imperatore dei Francesi, con cui veniva ceduto il Contado di Nizza alla Francia per il suo aiuto nella seconda guerra d'indipendenza e l'unità d'Italia.
Il sisma del 23 febbraio 1887, che devastò la Liguria occidentale, ha fatto gravi danni nella regione nizzarda e a L'Escarena.
Il 30 ottobre 1928 fu inaugurata la tratta ferroviaria da Nizza a Breglio, sulla linea per Cuneo.

### Simboli
Lo stemma del comune de L'Escarène (L'Escarena) è costituito da un blasone d'oro al gallone d'azzurro caricato di cinque stelle del campo, accompagnato in punta d'un falcone di nero posato su d'un monte isolato del medesimo, alla bordura denticolata anche di nero.

## Monumenti e luoghi d'interesse
- Chiesa di San Pietro in Vincoli (Église Saint-Pierre-ès-Liens de l'Escarène) ed il suo organo storico classificato, costruito dai fratelli Grinda nel 1791.
- Cappella di Santa Maria Assunta o dei Penitenti Bianchi, sulla destra di chiesa di San Pietro in Vincoli.
- Cappella di Santa Croce o dei Penitenti Neri, .
- Il frantoio o mulino per l'olio d'oliva ed il suo museo.
- Il Ponte Vecchio di Scarena.
- Il quartiere di Serra de l'Escarena (quartier du Serre).
- Il monumento ai caduti (Ossario monumentale).
- Il mausoleo della "Prima Divisione della Francia Libera" (I DFL, sigla di Division française libre).
- I lavatoi pubblici.
- La Cappella di San Rocco (Chapelle Saint Roch).
- La Cappella di San Pancrazio (Chapelle Saint Pancrace).
- Il percorso botanico Scarena-Berra.
- Il Parco Aiga che canta ("Acqua che canta").

## Società

### Evoluzione demografica
Abitanti censiti

## Cultura

### Eventi
Nel 1991 fu fondato il Festival di Musica antica de l'Escarena e del Paglione (Festival de Musique Ancienne de l'Escarène et du Paillon). Tale manifestazione, conosciuta a livello nazionale in Francia, ha programmato più di 200 formazioni internazionali che coprono i repertori medievale, rinascimentale e barocco. Gli organisti Bernard Foccroulle, Jean-Marc Aymes, Olivier Vernet, Dominique Ferran, Jean-Patrice Brosse si sono succeduti alla tribuna degli organi dei fratelli Grinda. Paul Van Nevel, Brigitte Lesne, Pedro Memelsdorff, René Clemencic, Hélène Schmitt, Jean-Christophe Spinosi, Chiara Banchini, Guillemette Laurens, Dominique Visse, Rinat Shaham, Arianna Savall, Michael Lonsdale, Gabriel Garrido, Christina Pluhar, Vincent Dumestre, Martin Gester, Hervé Niquet, Hugo Reyne o Jean Tubery vi hanno dato delle proprie prestazioni.
Fin dall'anno 2000, i «Rendez-vous de l'Orgue Vivant» (Appuntamenti dell'Organo vivente) sono organizzati ogni estate per valorizzare l'organo storico dei fratelli Grinda. Parecchi recital d'organo sono così programmati nel corso dei mesi d'agosto e settembre con il concorso di organisti prestigiosi come René Saorgin, Marc Giacone o Henri Pourteau.

### Strade
L'Escarène è attraversato dalla strada dipartimentale nº 2204, ovverosia il tratto della Route nationale 204 compreso tra Nizza e La Giandola, nella valle del Roia.

### Ferrovie
Il comune de l'Escarène è servito una propria stazione ferroviaria posta lungo la linea Nizza-Breglio, che in tale punto imbocca il viadotto de l'Escarène.

## Amministrazione

### Gemellaggi
- Seborga, Italia, dal 2003

## Galleria d'immagini

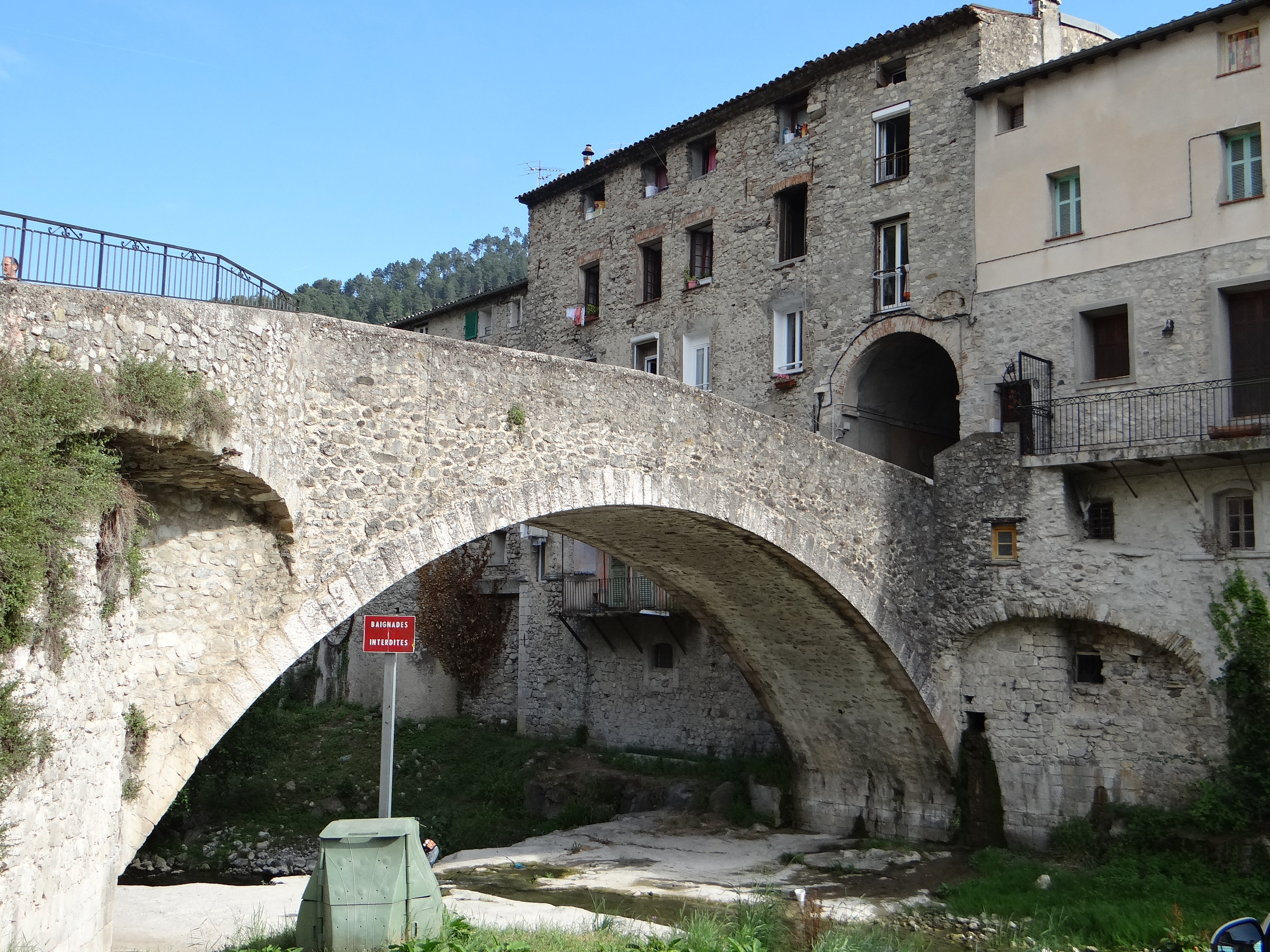
L'Escarène - Ponte Vecchio -01
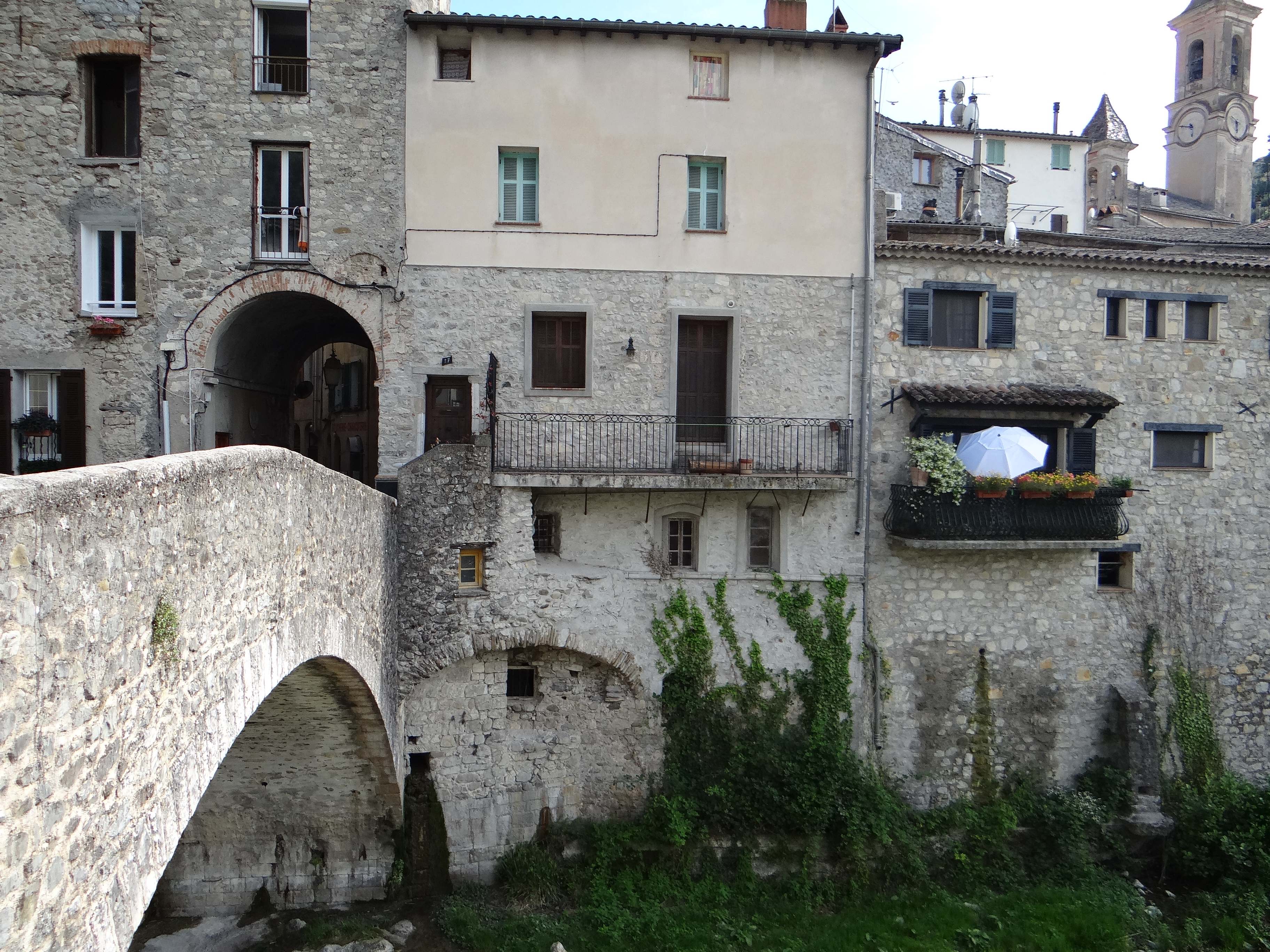
L'Escarène - Ponte Vecchio -02
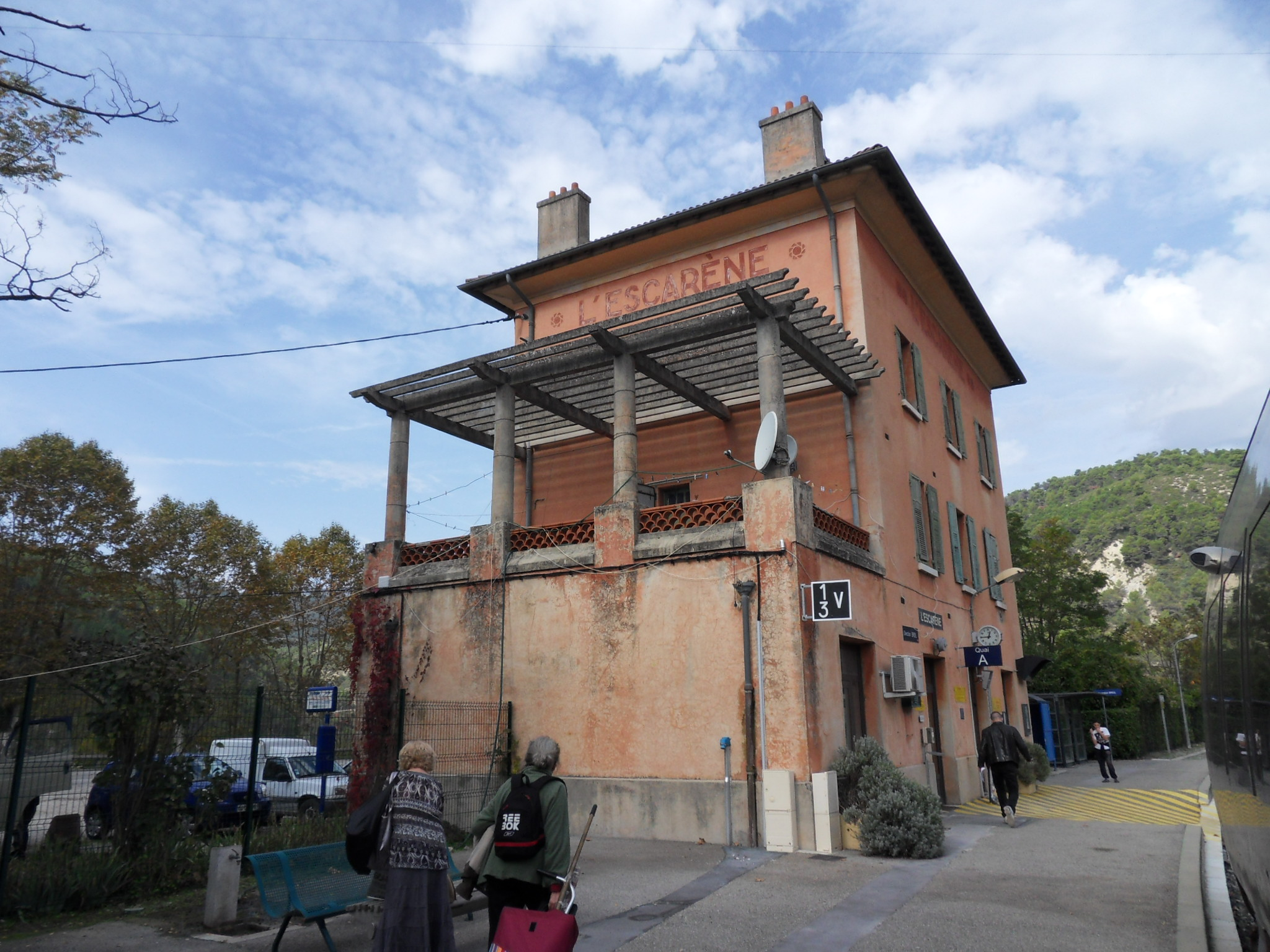
Stazione ferroviaria de L'Escarène
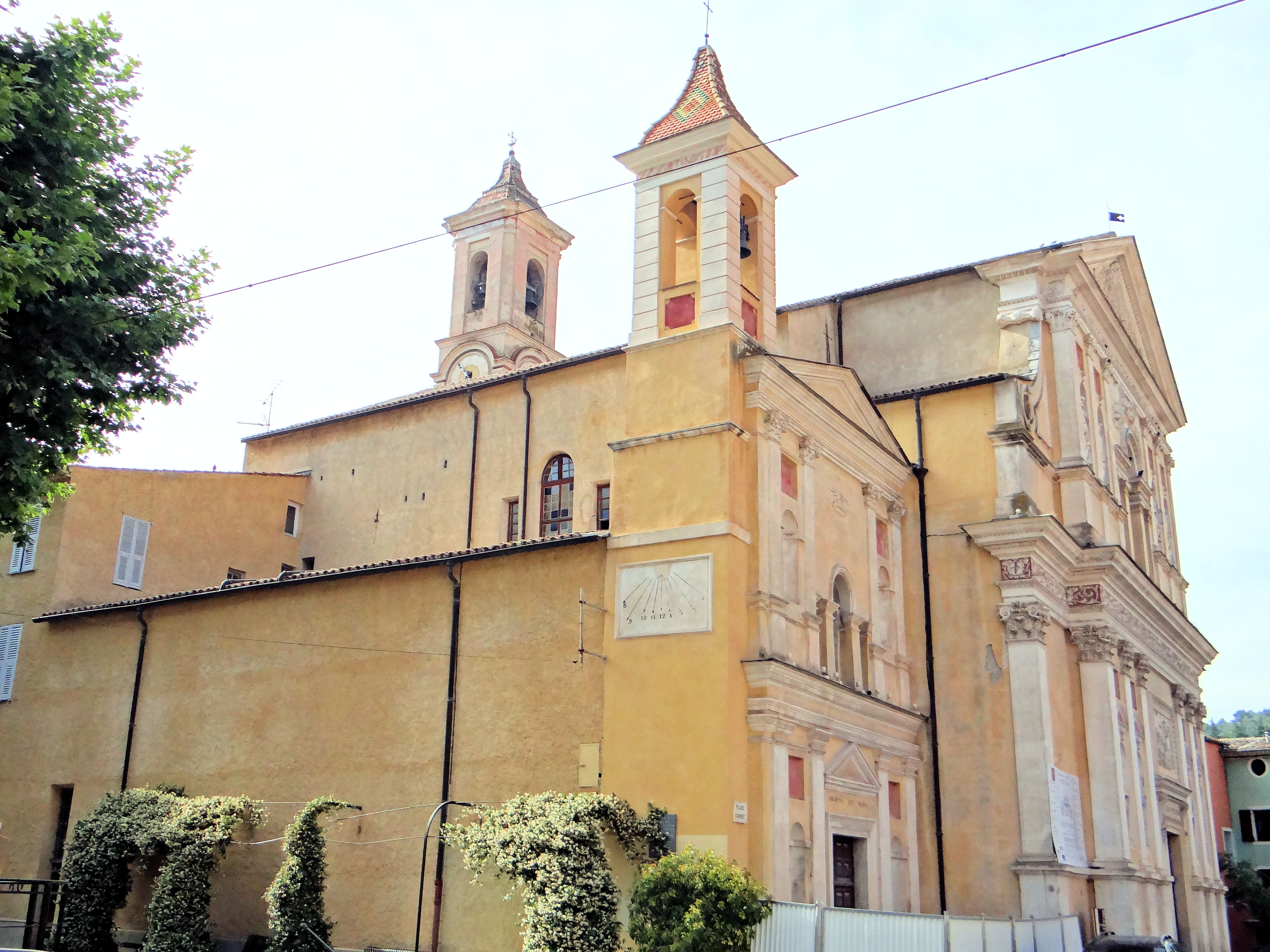
L'Escarène - Chiesa di Saint-Pierre-ès-Liens - Complesso dell'edificio con la cappella dei Penitenti neri
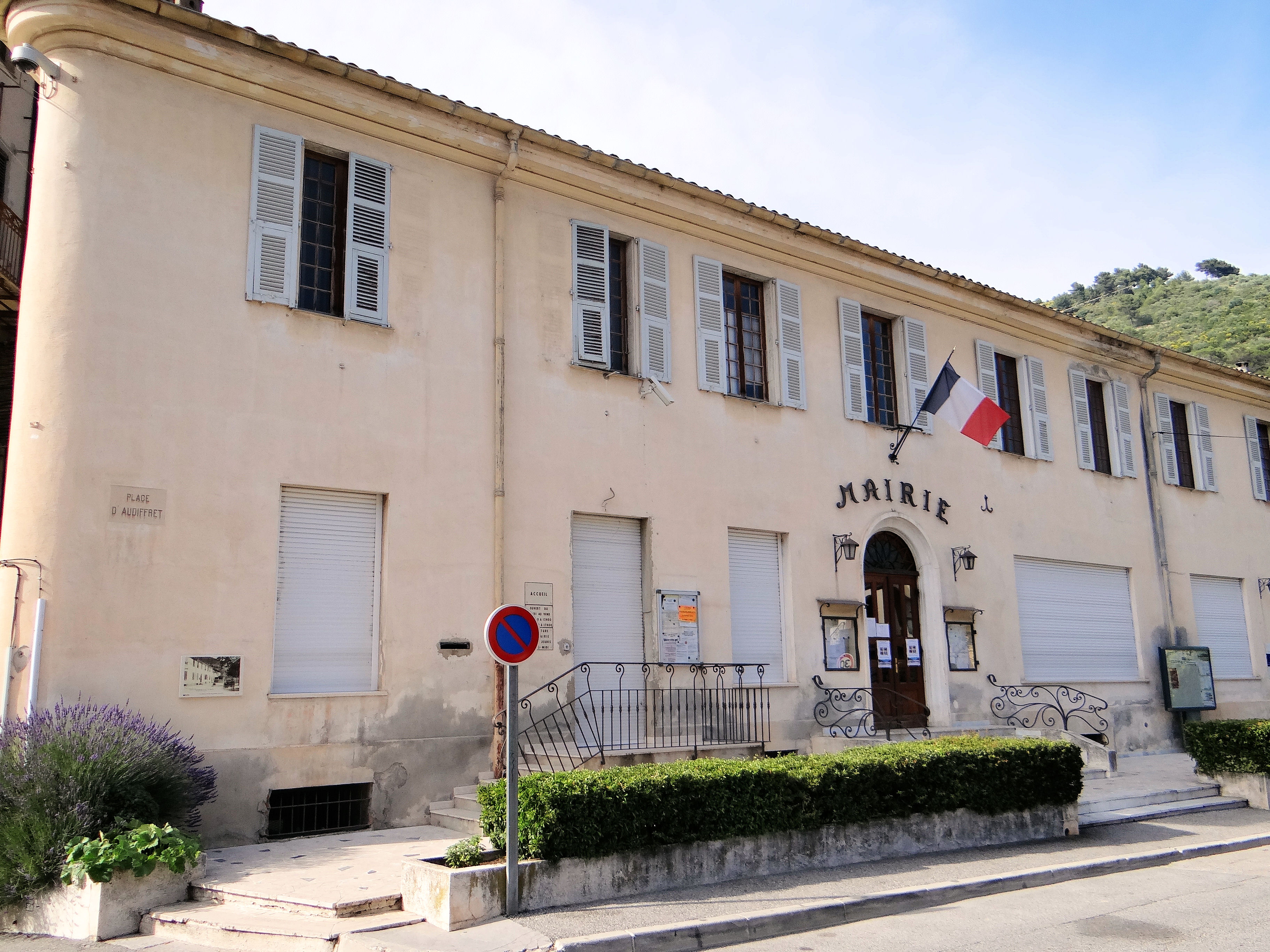
L'Escarène - La casa del Municipio
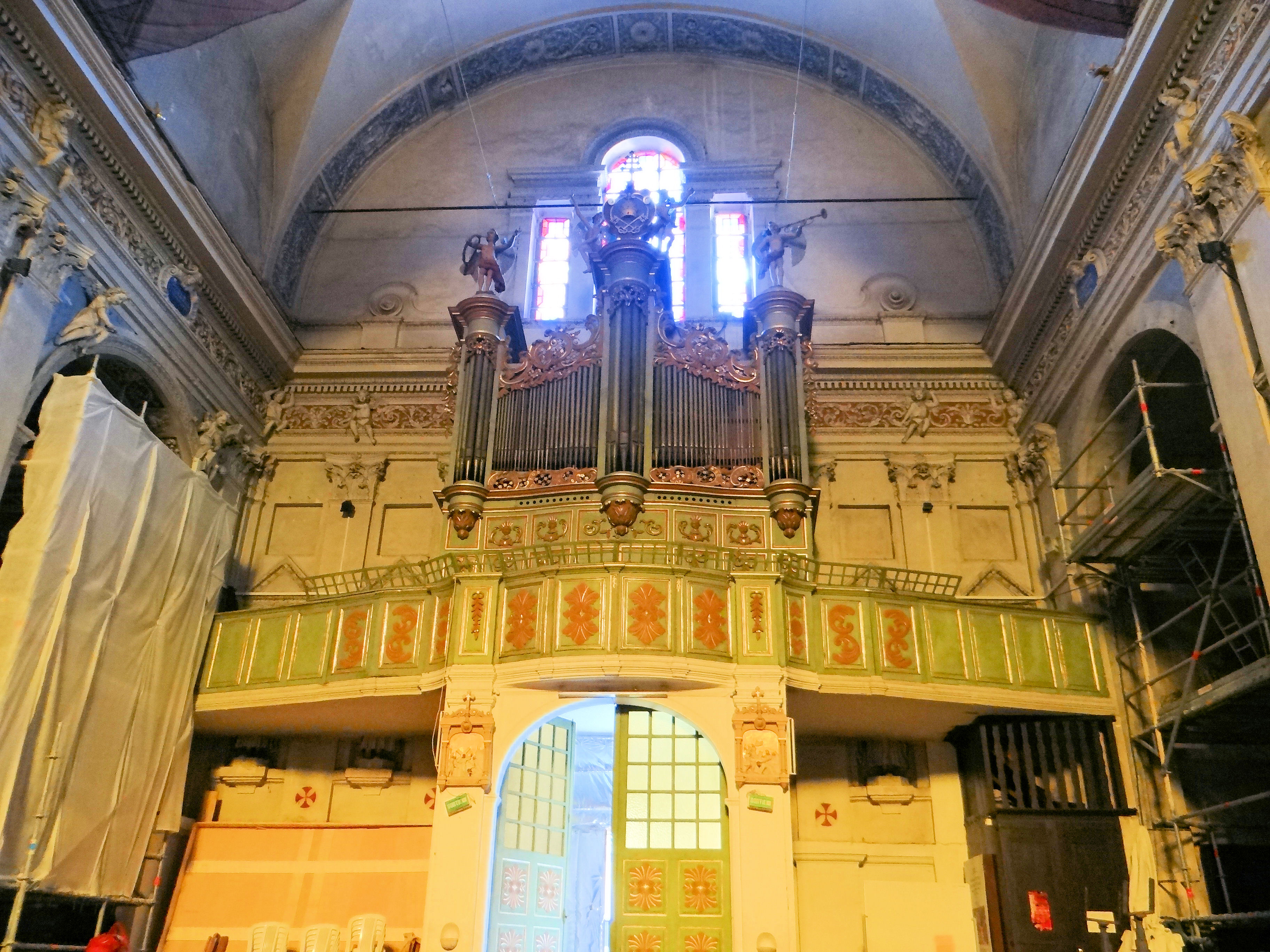
L'Escarène - Chiesa di Saint-Pierre-ès-Liens - L'organo
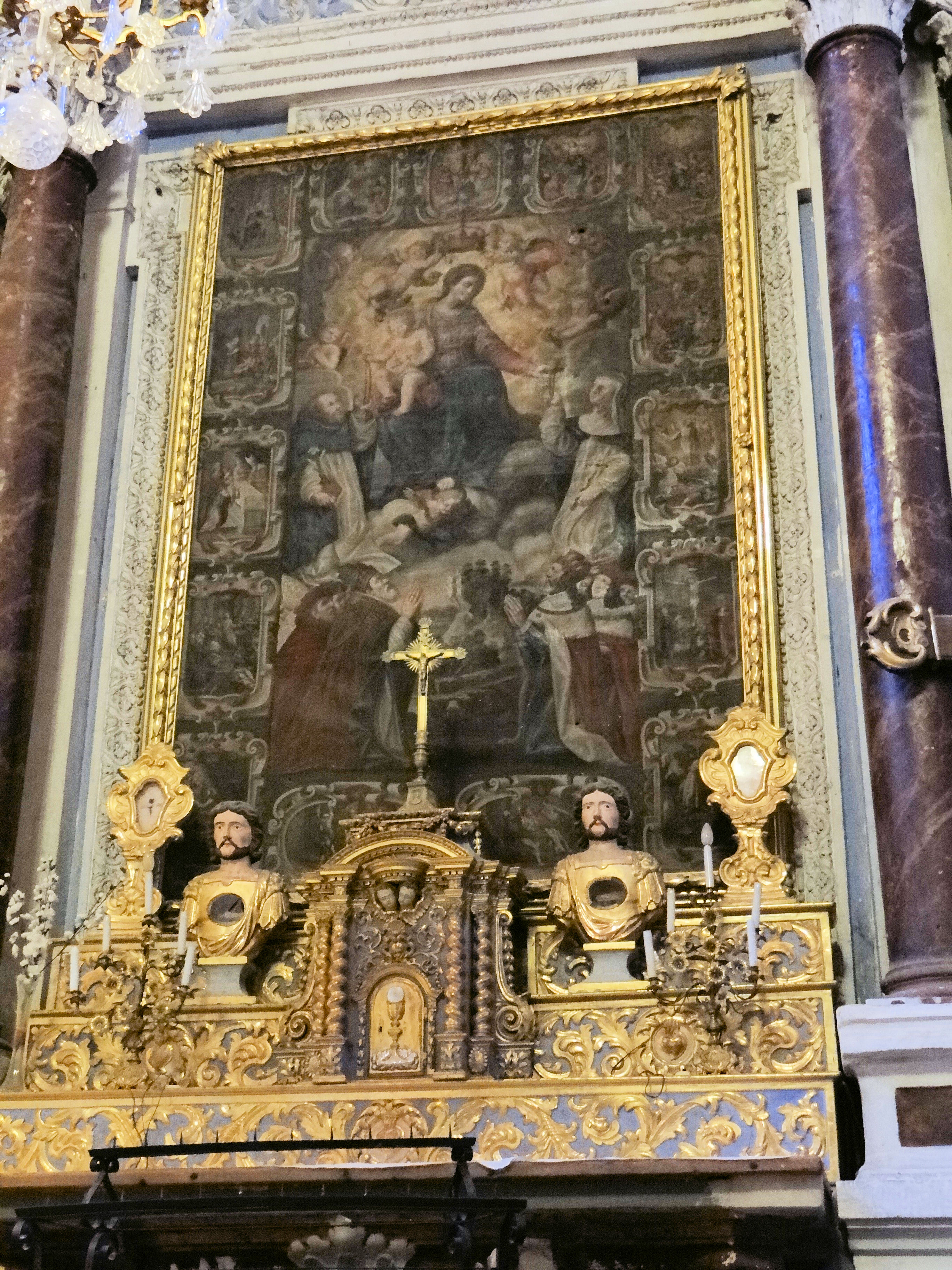
L'Escarène - Chiesa di Saint-Pierre-ès-Liens - Pala d'altare
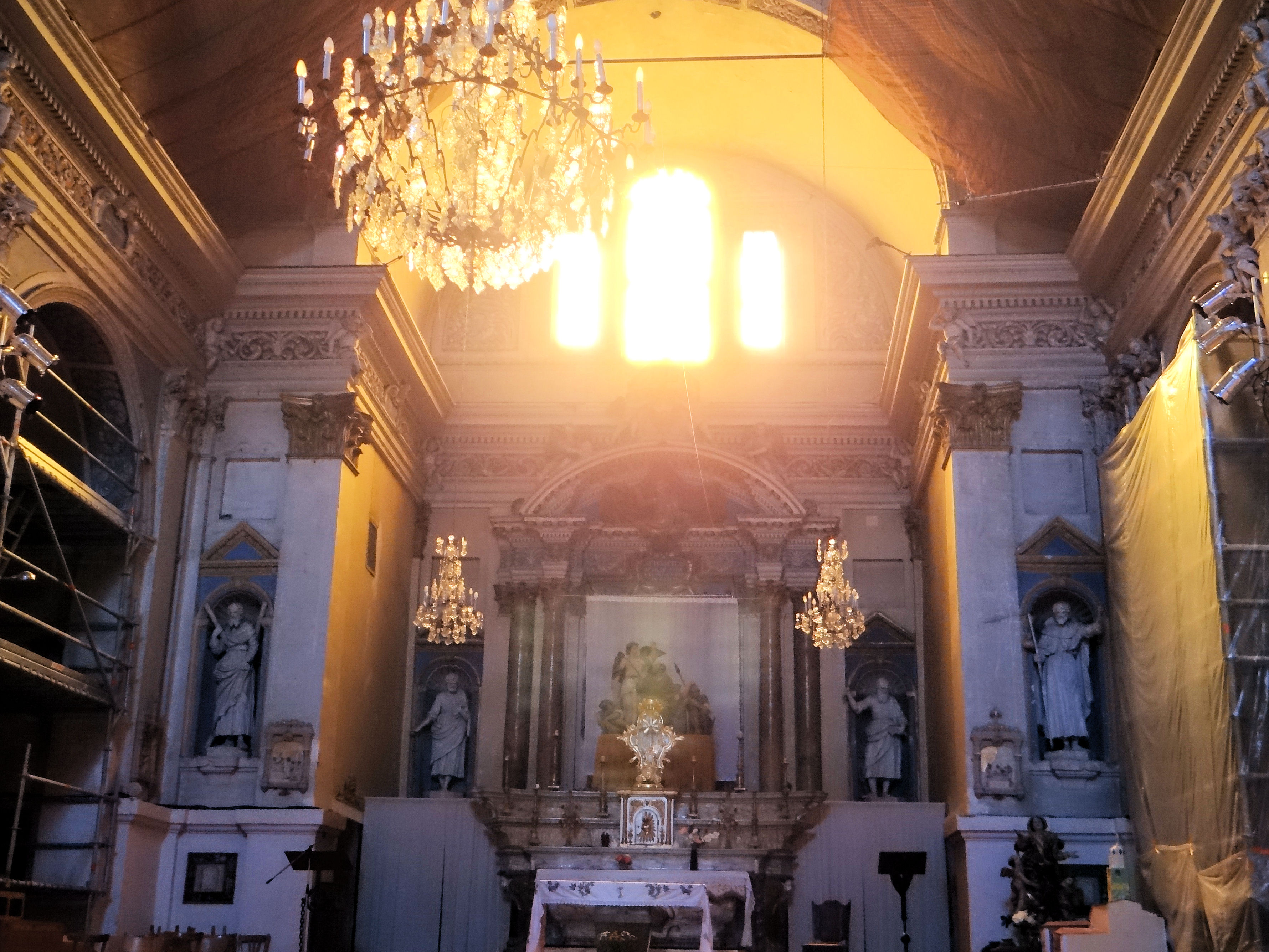
L'Escarène - Chiesa di Saint-Pierre-ès-Liens - La navata centrale ed il coro in corso di restauro
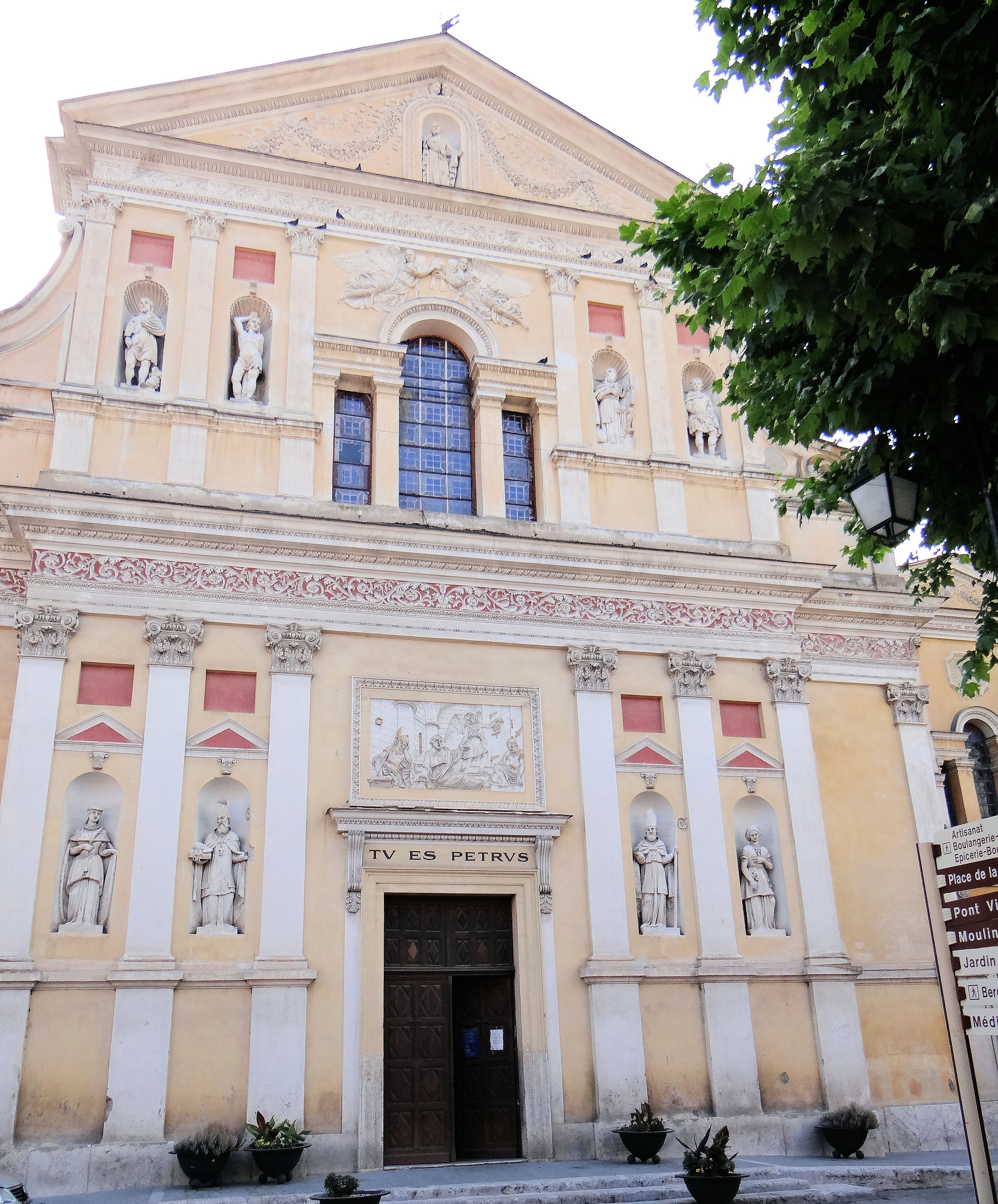
L'Escarène - Chiesa di Saint-Pierre-ès-Liens - Facciata dell'edificio sacro